# Тесленко Богдан Володимирович
Богда́н Володи́мирович Тесле́нко — капітан Збройних сил України, 79-а бригада, учасник російсько-української війни.

## Нагороди
21 серпня 2014 року — за особисту мужність і героїзм, виявлені у захисті державного суверенітету та територіальної цілісності України, вірність військовій присязі під час російсько-української війни, відзначений — нагороджений орденом «За мужність» III ступеня.